# Ореховцы (Кировская область)
 Ореховцы  — деревня в Кирово-Чепецком районе Кировской области в составе Чепецкого сельского поселения.

## География
Расположена на расстоянии примерно 1 км на юго-запад от юго-западной границы центра района города Кирово-Чепецк.

## История
Известна с 1671 года как починок Ивашка Шубина на ключе с 1 двором, в 1764 году здесь (уже деревня Шубинская) 44 жителя. В 1873 году в Шубинской (или Ореховы) дворов 19 и жителей 154, в 1905 34 и 252, в 1926 (уже Ореховцы или Шубинская) 50 и 230, в 1950 33 и 116, в 1989 49 жителей. 

## Население
Постоянное население составляло 30 человека (русские 100%) в 2002 году, 64 в 2010.